# Handle With Care (álbum)
Handle With Care es el tercer álbum de estudio de la banda de thrash metal estadounidense Nuclear Assault. Éste es el álbum más exitoso y más vendido de la banda hasta la fecha, alcanzando el número 126 en el Billboard 200, haciéndolo su posición la más alta hasta ahora.  La canción «Critical Mass», fue su sencillo promocional, que contaría con clip además.

## Detalles
Reseñas de Handle with Care han sido en su mayoría positivas. Eduardo Rivadavia, del sitio Allmusic, le otorga al álbum cuatro estrellas y medio de cinco y lo describe como "un disco que representa la prueba del tiempo como una de las mejores ofertas de la costa este al género de thrash metal".
Handle with Care entró en las listas de álbumes Billboard 200 en febrero de 1990, tres meses después de su lanzamiento. El álbum alcanzó el número 126 y permaneció en el gráfico durante 24 semanas. El álbum fue clasificado en el número cuatro en la lista de diez mejores según Loudwire de "Thrash Albums NOT Released by the Big 4".

## Lista de canciones
| N.º | Título              | Escritor(es) | Duración |  |
| 1.  | «New Song»          |              | 02:58    |  |
| 2.  | «Critical Mass»     |              | 03:19    |  |
| 3.  | «Inherited Hell»    |              | 03:30    |  |
| 4.  | «Surgery»           |              | 02:44    |  |
| 5.  | «Emergency»         |              | 03:20    |  |
| 6.  | «Funky Noise»       |              | 00:50    |  |
| 7.  | «F# (Wake Up)»      |              | 02:58    |  |
| 8.  | «When Freedom Dies» |              | 02:34    |  |
| 9.  | «Search & Seizure»  |              | 04:11    |  |
| 10. | «Torture Tactics»   |              | 02:22    |  |
| 11. | «Mother's Day»      |              | 00:32    |  |
| 12. | «Trail of Tears»    |              | 05:44    |  |

## Créditos
- Dan Lilker - Bajo
- John Connelly - Guitarra y voz
- Glenn Evans - Batería
- Anthony Bramante - Guitarra líder